# Pierre Ambroise Plougoulm
Pour la commune, voir Plougoulm.
Pierre Ambroise Plougoulm est un magistrat et homme politique français né le 16 janvier 1796 à Rouen (Seine-Inférieure) et décédé le 17 mars 1863 à Paris (Seine).

## Biographie
Ses études de droit ne l'ont conduit à devenir avocat qu'après avoir passé par les fonctions d'enseignement. Son maître à penser est l'orateur grec Démosthènes qu'il a étudié à fond et même traduit.
Avocat à Paris en 1821, il est au nombre des défenseurs des sergents de La Rochelle. Militant libéral sous la Restauration, il est substitut général à Paris en 1834, puis avocat général en 1835, plaidant devant la Chambre des pairs lors du procès de Giuseppe Fieschi. Procureur général à Amiens en 1839, puis à Toulouse et à Montpellier en 1841. Il est procureur général à Rennes en 1843, puis premier président en 1845. Il est député du Morbihan de 1846 à 1848, siégeant dans la majorité soutenant la monarchie de Juillet. Avocat général à la cour de cassation en 1849, il y est conseiller en 1854.

## Distinctions
- Commandeur de la Légion d'honneur (1845)

### Sources
- « Pierre Ambroise Plougoulm », dans Adolphe Robert et Gaston Cougny, Dictionnaire des parlementaires français, Edgar Bourloton, 1889-1891 [détail de l’édition]